# Maria Angélica Ribeiro
Maria Angélica de Sousa Rego, conhecida como Maria Angélica Ribeiro (Paraty, Angra dos Reis, 5 de dezembro de 1829 - Rio de Janeiro, 1880) foi uma dramaturga brasileira. Foi a primeira mulher brasileira a ter uma peça encenada no teatro brasileiro.
Ela era filha de Maria Leopoldina de Sousa Rego e Marcelino de Sousa Rego. Aos 14 anos de idade, casou-se com seu professor de desenho, João Caetano Ribeiro.

## Obras

### Dramas
- Cancros sociais, 1865[3][4]
- Gabriela, 1868
- Opinião pública, 1879
- Os anjos do sacrifício
- Deus, pátria e honra

### Comédias
- Um dia de opulência, 1877
- Ressurreição do primo Basílio, 1878
- As proezas do Firmino
- A cesta da Tia Pulquéria
- Ouro, ciência, poesia e arte